# Tiếng Moksha
Tiếng Moksha (tiếng Moksha: мокшень кяль) là một thành viên của phân nhán Finn-Volga của hệ ngôn ngữ Ural với khoảng 500.000 sử dụng như bản ngữ. Tiếng Moksha là ngôn ngữ đa số ở miền tây Mordovia.
Nó có mối quan hệ gắn bó nhất với tiếng Erzya, nhưng người nói hai ngôn ngữ này không thể hiểu lẫn nhau. Tiếng Moksha cũng được xem là có quan hệ gần với tiếng Meshcheria và tiếng Muromia. Có sáu phương ngữ tiếng Moksha: Trung, Tây (hay phương ngữ Zubu), Tây Nam, Bắc, Đông Nam và Nam.
Tiếng Moksha là một trong ba ngôn ngữ chính thức ở Mordovia. Vị thế của ngôn ngữ này đã được quy định trong Hiến pháp Cộng hòa Mordovia.

## Phương ngữ
Các ngôn ngữ Moksha được chia thành ba phương ngữ:
- Nhóm trung tâm (M-I)
- Nhóm Tây (M-II)
- Nhóm Đông Nam (M-III)

Ngôn ngữ Moksha văn học tiêu chuẩn dựa trên nhóm trung tâm với chữ ä (đặc biệt là phương ngữ Krasnoslobodsk).